# 廿日市市立野坂中学校
廿日市市立野坂中学校（はつかいちしりつのさかちゅうがっこう）は、広島県廿日市市地御前北一丁目にある公立中学校。

## 沿革
- 1990年（平成2年）4月1日 - 廿日市市立阿品台中学校及び廿日市市立七尾中学校より分離され、廿日市市立野坂中学校設立。

## 校区
- 廿日市市立宮内小学校の校区[2]
  - 峰高一丁目、峰高二丁目、宮内（宮内73番地・76番地及び94番地を除く）、宮内一丁目、宮内四丁目、六本松一丁目、六本松二丁目、宮内工業団地
- 廿日市市立地御前小学校の校区
  - 地御前（地御前1741番地〜1788番地、及び1804番地〜1911番地を除く）、地御前一丁目、地御前二丁目1番から16番まで、地御前三丁目、地御前四丁目、地御前五丁目、地御前北一丁目、地御前北二丁目、地御前北三丁目

## アクセス
- JR山陽本線宮内串戸駅下車[3]
- 広島電鉄宮島線地御前駅下車